# Lockhartia odontochila
Lockhartia odontochila är en orkidéart som beskrevs av Friedrich Fritz Wilhelm Ludwig Kraenzlin. Lockhartia odontochila ingår i släktet Lockhartia och familjen orkidéer.
Artens utbredningsområde är Costa Rica. Inga underarter finns listade i Catalogue of Life.